# Ólafur Thors
Ólafur Tryggvason Thors (Borgarbyggð, 19 gennaio 1892 – Reykjavík, 31 dicembre 1964) è stato un politico islandese.
È stato Primo ministro dell'Islanda per sei periodi (1942, 1944–1946, 1949–1950, 1953–1956, 1959–1963).
Rappresentante del Partito dell'Indipendenza, è stato a capo di tale partito dal 1934 al 1961. In tale ruolo è stato preceduto da Jón Þorláksson e succeduto da Bjarni Benediktsson.